# Leçons de séduction
Pour les articles homonymes, voir Leçon de séduction.
Pour plus de détails, voir Fiche technique et Distribution.
Leçons de séduction ou Le Miroir à deux visages au Québec (The Mirror Has Two Faces) est un film américain réalisé par Barbra Streisand, sorti en 1996. Adaptation américaine très libre du film Le Miroir à deux faces réalisé par André Cayatte en 1958.

## Synopsis
Gregory Larkin, professeur de mathématiques, lassé du sexe, décide de vivre une grande passion platonique et se met en quête de l'âme sœur. Il trouve Rose, qui lui convient tout à fait et ils se marient, à l'étonnement général. Rose malgré tout a du mal à réprimer l'attirance qu'elle sent monter en elle pour son mari, et elle va devoir déployer des trésors d'imagination pour trouver sa vraie place.

## Fiche technique
- Titre français : Leçons de séduction
- Titre original : The Mirror Has Two Faces
- Titre québécois : Le Miroir à deux visages
- Réalisation : Barbra Streisand
- Scénario : Richard LaGravenese, d'après le scénario du film Le Miroir à deux faces écrit par André Cayatte & Gérard Oury, dialogues Jean Meckert & Denis Perret
- Musique : Marvin Hamlisch
- Photographie : Andrzej Bartkowiak & Dante Spinotti
- Montage : Jeff Warner
- Production : Arnon Milchan & Barbra Streisand
- Sociétés de production : TriStar Pictures & Barwood Films
- Société de distribution : TriStar Pictures
- Pays :  États-Unis
- Langue : Anglais
- Format : Couleur - Dolby Digital - SDDS - 35 mm - 1.85:1
- Genre : Comédie dramatique et romantique
- Durée : 126 minutes
- Budget : 42 000 000 $
- Dates de sortie : 
  - États-Unis : 15 novembre 1996
  - France : 15 janvier 1997

## Distribution
- Barbra Streisand (VF : Annie Balestra ; VQ : Claudine Chatel) : Rose Morgan
- Jeff Bridges (VF : Renaud Marx ; VQ : Hubert Gagnon) : Gregory Larkin
- Lauren Bacall (VF : Paule Emanuele ; VQ : Anne Caron) : Hannah Morgan
- George Segal (VF : Georges Berthomieu ; VQ : Marc Bellier) : Henry Fine
- Mimi Rogers (VF : Sylvie Moreau ; VQ : Hélène Mondoux) : Claire
- Pierce Brosnan (VF : Emmanuel Jacomy ; VQ : Daniel Picard) : Alex
- Brenda Vaccaro (VF : Marion Game ; VQ : Sophie Faucher) : Doris
- Austin Pendleton (VF : Daniel Lafourcade) : Barry
- Elle Macpherson (VF : Michèle Buzynski ; VQ : Geneviève De Rocray) : Candice
- William Cain (VF : Yves Barsacq) : M. Jenkins
- Taina Elg : la professeure
- Leslie Stefanson : Sara Myers

## Récompenses
Lauren Bacall est nommée à l'Oscar de la meilleure actrice dans un second rôle en 1997 et reçoit un Golden Globe dans la même catégorie,.
La même année, le titre I Finally Found Someone de Barbra Streisand et Bryan Adams, reçoit également une nomination à l'Oscar de la meilleure chanson originale. Lors de la cérémonie, elle est interprétée par Céline Dion, remplaçant au pied levé la chanteuse Nathalie Cole initialement choisie.